# Festa de Noantri
La Festa de Noantri (romanesco per "di noi altri", in opposizione a "voi altri che abitate in altri quartieri") è una festa religiosa cristiana che si celebra in onore della Beata Vergine del Carmelo dal 16 al 30 luglio, in occasione della sua ricorrenza liturgica, nel rione Trastevere di Roma.

## Origini e celebrazione
Le origini della festa pare risalgano al 1535: si tramanda infatti che dopo una tempesta, fu rinvenuta alla foce del Tevere da alcuni pescatori della Corsica, una statua della Vergine Maria, scolpita in legno di cedro. La Madonna, per questa ragione chiamata “Madonna Fiumarola”, fu poi donata ai carmelitani (a cui si deve il titolo "Madonna del Carmine"), della Basilica di San Crisogono a Trastevere (in piazza Sonnino); divenne così la Santa Protettrice dei trasteverini.
Trastevere in questo periodo si riempie di bancarelle, di manifestazioni musicali e teatrali e le osterie all'aperto si riempiono di gente e turisti. Ma la festa popolare non è antica come quella liturgica; essa risale infatti agli anni venti del XX secolo, promossa dal Fascismo con intento di risvegliare feste e tradizioni popolari in Italia.
La statua si trova ora nella Chiesa di Sant'Agata in Trastevere, nella piazza a metà percorso di via della Lungaretta (piazza San Giovanni de Matha): da qui ogni anno il sabato dopo il 16 luglio (solennità liturgica della Beata Vergine del Monte Carmelo), una statua lignea policroma del XIX secolo, che raffigura la Madonna del Carmine, viene portata in processione per le vie del rione fino alla Basilica di San Crisogono, dove, dopo una breve sosta, torna nella chiesa di Sant'Agata. Lì rimane solennemente esposta per una settimana, fino a che, la domenica successiva, si ha la tradizionale processione sul Tevere. La statua infatti, adagiata su una barca, percorre il fiume fino all'altezza di ponte Garibaldi, in ricordo appunto del suo ritrovamento alla foce del Tevere. Da lì poi risale fino alla chiesa di Santa Maria in Trastevere, ove rimane sino alla mattina seguente, chiusura dei festeggiamenti.